# فنادق المرادي

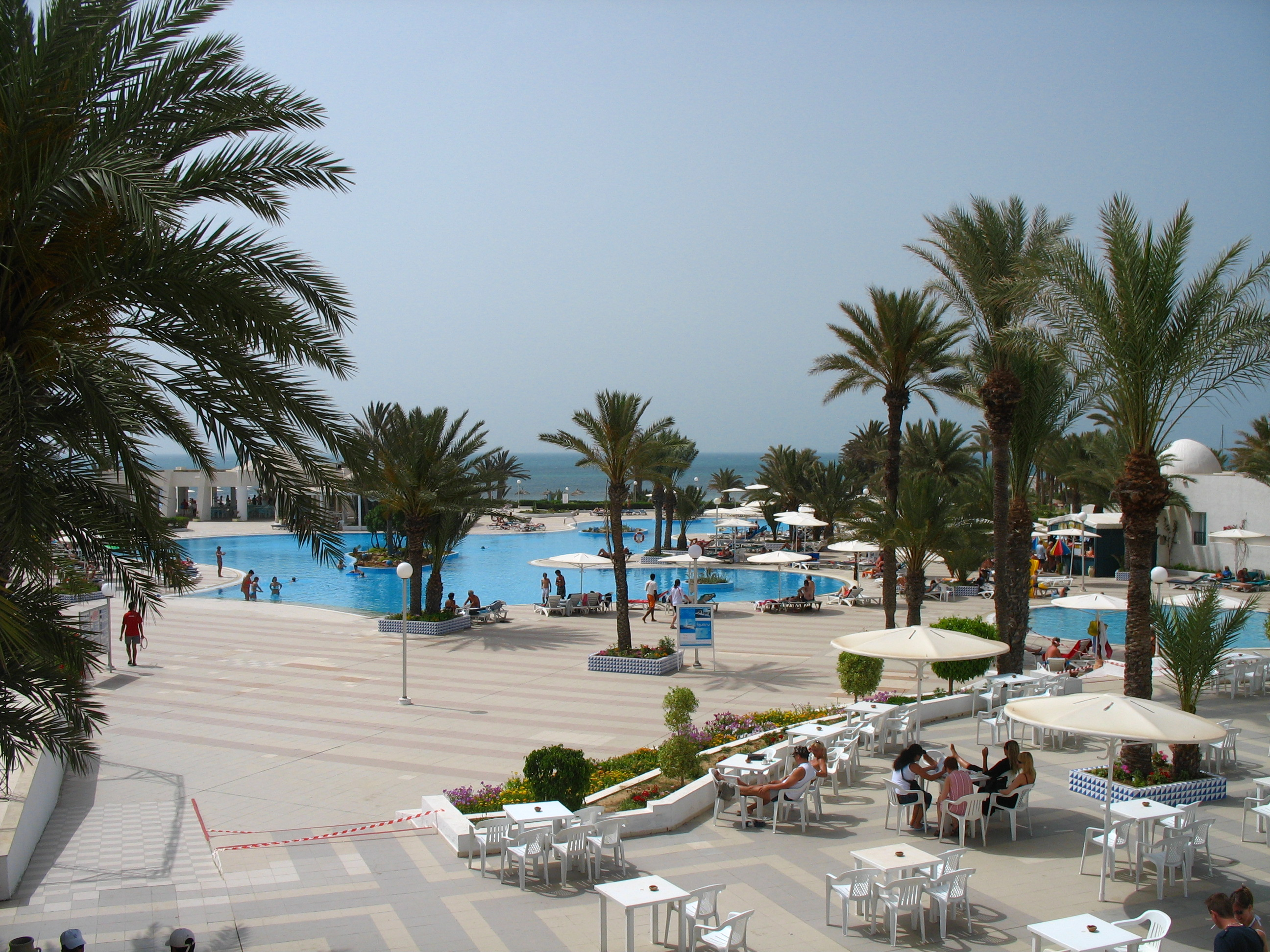
مسبح في نزل المرادي بجربة

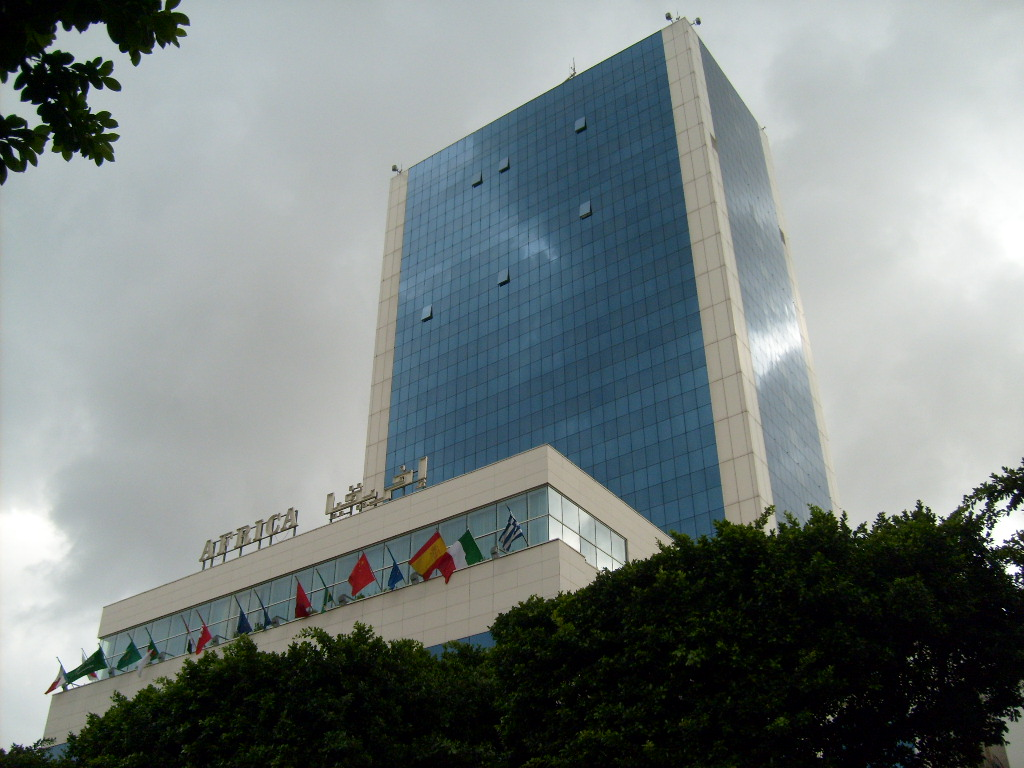
برج نزل المرادي أفريكا في شارع الحبيب بورقيبة في تونس العاصمة

المرادي هي سلسلة الفنادق التونسية رقم 1 و هي تضم 16 فندقا من الفئات العليا (3 إلى 5 نجوم).
و هي تقع في الجمهورية التونسية.
و تنتمي إلى مجموعة موبلاتكس الذي تدخل خلال إستراتيجية تنويع نشاطها الأصلي: تصنيع وتسويق الأثاث وهو يضم ما مجموعه 500 13 سرير و موجودة في المناطق السياحية الرئيسية في تونس:
- عين دراهم: المرادي حمام بورقيبة.
- جربة: المرادي جربة منزل.
- دوز: المرادي دوز.
- الحمامات:
  - المرادي المنزه.
  - المرادي الحمامات.
- المنستير: المرادي شاطئ صقانس.
- المهدية:
  - المرادي مهدية
  - المرادي خليج المهدية.
- مرسى القنطاوي:
  - المرادي ناد سليمة.
  - المرادي مرسى القنطاوي.
  - المرادي ناد القنطاوي
  - المرادي نخلة المارينا
  - قصر المرادي
- تونس (مدينة):
  - المرادي أفريكا.
  - المرادي قمرت.

## روباط خارجية
- الموقع الرسمي لفنادق المرادي